# 강상중
강상중(姜尙中, 1950년 8월 12일~)은 일본 구마모토현 구마모토시 출생의 재일 한국인 2세이며, 대한민국 국적자 출신으로는 최초의 도쿄 대학 교수를 지낸 국제정치학자이다.

## 생애
규슈 구마모토현에서 재일 한국인 2세로 태어나 폐품 수집상으로 일하던 부모 밑에서 자랐다. 재일 한국인으로서 일본 이름을 쓰고 일본 학교를 다니며 자기 정체성에 대해 치열하게 고민하던 중 1972년 와세다 대학 재학중 '한국문화연구회'에 참가하고 한국을 방문한 것을 계기로 이제껏 써왔던 통명(通名)인 '나가노 데쓰오'(일본어: 永野 鉄男)라는 일본명을 버리고, 지금의 한국 본명을 쓰기 시작했다. 재일 한국인이라는 이유로 사회 진출이 어려워 대학원에서 유예 기간을 갖던 중 은사의 권고로 독일 유학을 떠났다. 뉘른베르크 대학교에서 베버와 푸코, 사이드를 파고들며 정치학과 정치사상사를 전공했다.
재일 한국인 최초로 도쿄대학 정교수가 되었고, 도쿄 대학 대학원 정보학환 교수, 도쿄대학 현대한국연구센터장을 거쳐 세이가쿠인대학 총장을 역임했다. 일본의 근대화 과정과 전후 일본에 대한 날카로운 분석으로 일본 사회에서 비판적 지식인으로 자리 잡았다.

## 학력
- 와세다 대학 정치학 학사 및 박사

## 경력
- 국제 기독교 대학 조교수
- 국제 기독교 대학 준교수
- 1998년 도쿄 대학 학제정보학환 교수
- 2013년 4월 세이가쿠인(聖學院)대학 학장 취임
- 2015년 3월 세이가쿠인 대학 학장 사임, 도쿄 대학 명예교수
- 2016년 1월 구마모토 현립극장 이사장 겸 관장 취임

## 저서
- 2018년 《위험하지 않은 몰락》(世界「最終」戦争論-近代の終焉を超えて) ISBN 979-11-6094-420-4
- 2017년 《나를 지키며 일하는 법》(逆境からの仕事学) ISBN 979-11-6094-303-0
- 2017년 《악의 시대를 건너는 힘》(悪の力) ISBN 979-11-6094-048-0
- 2016년 《구원의 미술관》(あなたは誰？私はここにいる) ISBN 978-89-5828-996-8
- 2015년 《마음의 힘》ISBN 978-89-5828-832-9
- 2014년 《마음》ISBN 978-89-5828-782-7
- 2013년 《도쿄 산책자》ISBN 978-89-5828-664-6
- 2012년 《살아야 하는 이유》ISBN 978-89-5828-649-3
- 2011년 《어머니》ISBN 978-89-5828-544-1
- 2009년 《고민하는 힘》ISBN 978-89-5828-356-0
《반걸음만 앞서 가라》ISBN 978-89-5828-410-9
- 2004년 《재일 강상중》
《내셔널리즘》ISBN 978-89-87608-34-1
《세계화의 원근법》
- 2002년 《동북아시아 공동의 집을 향하여》ISBN 978-89-90024-06-0
- 1998년 《오리엔탈리즘을 넘어서》

## 같이 보기
- 코리아국제학원(KIS)
- 재일 한국인의 일람
- 서경식
- 윤건차
- 김용운
- 박일
- 손정의
- 김경주
- 홍윤기
- 노마 필드(영어판)
- 존 다우어
  - 패배를 껴안고(영어판)
- 더글러스 러미스
- 히로세 다카시
- 박정희
- 기시 노부스케
- 아베 신조
- 다부세 시스템